# De Basis
De Basis (nederländska: Basisinkomen Partij, BIP), är ett småparti och tillika ett enfrågeparti i Nederländerna som förespråkar införandet av basinkomst (ibland även kallat "medborgarlön"). Partiet grundades 2013 och deltog följande år i kommunvalen i Amsterdam, Bergen, Deventer och Utrecht. I dessa kommunval gick det bäst i Deventer med 0,7 procent och Bergen med 0,62 procent. Partiet ställde också upp i kommunvalet i Amsterdam 2018.

## Kommunval
| Valår |           |        |         |
| Valår | Kommun    | Röster | Procent |
| ----- | --------- | ------ | ------- |
| 2014  | Amsterdam | 602    | 0,19    |
| 2014  | Bergen    | 93     | 0,62    |
| 2014  | Deventer  | 294    | 0,7     |
| 2014  | Utrecht   | 456    | 0,33    |
| 2018  | Amsterdam | 635    | 0,18    |